# نشان‌های ملی آمریکای شمالی
این فهرست نشان‌های ملی و رسمی کشورهای آمریکای شمالی است.

## کشورهای مستقل
| کشور                   | نشان | شعار                                                                                | نوشتار اصلی                     |
| ---------------------- | ---- | ----------------------------------------------------------------------------------- | ------------------------------- |
| آنتیگوآ و باربودا      |      | Each endeavouring, all achieving                                                    | نشان ملی آنتیگوآ و باربودا      |
| السالوادور             |      | (بیرون) República de El Salvador en la América Central (درون) Dios, Unión, Libertad | نشان ملی السالوادور             |
| ایالات متحده آمریکا    |      | E Pluribus Unum                                                                     | نشان ملی ایالات متحده آمریکا    |
| باربادوس               |      | Pride and Industry                                                                  | نشان ملی باربادوس               |
| باهاما                 |      | Forward, Upward, Onward Together                                                    | نشان ملی باهاما                 |
| بلیز                   |      | Sub Umbra Floreo                                                                    | نشان ملی بلیز                   |
| پاناما                 |      | Pro mundi beneficio                                                                 | نشان ملی پاناما                 |
| ترینیداد و توباگو      |      | Together we aspire, Together we achieve                                             | نشان ملی ترینیداد و توباگو      |
| جامائیکا               |      | Out of many, one people                                                             | نشان ملی جامائیکا               |
| جمهوری دومینیکن        |      | (بالا) Dios, Patria, Libertad (پایین) República Dominicana                          | نشان ملی جمهوری دومینیکن        |
| دومینیکا               |      | Après Bondie C'est La Ter                                                           | نشان ملی دومینیکا               |
| سنت کیتس و نویس        |      | Country above self                                                                  | نشان ملی سنت کیتس و نویس        |
| سنت لوسیا              |      | The Land, the People, the Light                                                     | نشان ملی سنت لوسیا              |
| سنت وینسنت و گرنادین‌ها |      | Pax et Justitia                                                                     | نشان ملی سنت وینسنت و گرنادین‌ها |
| کاستاریکا              |      | America Central Republica de Costa Rica                                             | نشان ملی کاستاریکا              |
| کانادا                 |      | (درون) Desiderantes Meliorem Patriam (بیرون) A Mari Usque Ad Mare                   | نشان ملی کانادا                 |
| کوبا                   |      | ندارد                                                                               | نشان ملی کوبا                   |
| گرنادا                 |      | Ever conscious of God we aspire, build and advance as one people                    | نشان ملی گرنادا                 |
| گواتمالا               |      | Libertad 15 de Septiembre de 1821                                                   | نشان ملی گواتمالا               |
| مکزیک                  |      | ندارد                                                                               | نشان ملی مکزیک                  |
| نیکاراگوئه             |      | Republica de Nicaragua, America Central                                             | نشان ملی نیکاراگوئه             |
| هائیتی                 |      | L'Union Fait La Force                                                               | نشان ملی هائیتی                 |
| هندوراس                |      | Republica de Honduras, Libre, Soberana e Independiente 15 de Septiembre de 1821     | نشان ملی هندوراس                |

## مناطق خودگردان و قلمروهای وابسته
| حکومت سیاسی/کشور    | منطقه خودگردان/قلمرو وابسته      | منطقه خودگردان/قلمرو وابسته      | نشان | شعار                                                                                   | نوشتار اصلی                           |
| ------------------- | -------------------------------- | -------------------------------- | ---- | -------------------------------------------------------------------------------------- | ------------------------------------- |
| ایالات متحده آمریکا | پورتوریکو                        | پورتوریکو                        |      | Joannes Est Nomen Ejus                                                                 | نشان ملی پورتوریکو                    |
| ایالات متحده آمریکا | جزایر ویرجین ایالات متحده آمریکا | جزایر ویرجین ایالات متحده آمریکا |      | (بیرون) Government of the United States Virgin Islands (درون) United in pride and hope | نشان جزایر ویرجین ایالات متحده آمریکا |
| بریتانیا            | آنگویلا                          | آنگویلا                          |      | ندارد                                                                                  | نشان ملی آنگویلا                      |
| بریتانیا            | برمودا                           | برمودا                           |      | Quo Fata Ferunt                                                                        | نشان ملی برمودا                       |
| بریتانیا            | جزایر تورکس و کایکوس             | جزایر تورکس و کایکوس             |      | ندارد                                                                                  | نشان ملی جزایر تورکس و کایکوس         |
| بریتانیا            | جزایر کیمن                       | جزایر کیمن                       |      | He hath founded it upon the seas                                                       | نشان ملی جزایر کیمن                   |
| بریتانیا            | جزایر ویرجین بریتانیا            | جزایر ویرجین بریتانیا            |      | Vigilate                                                                               | نشان ملی جزایر ویرجین بریتانیا        |
| بریتانیا            | مونتسرات                         | مونتسرات                         |      | ندارد                                                                                  | نشان ملی مونتسرات                     |
| پادشاهی هلند        | آروبا                            | آروبا                            |      | ندارد                                                                                  | نشان ملی آروبا                        |
| پادشاهی هلند        | سن مارتن                         | سن مارتن                         |      | Semper pro grediens                                                                    | نشان ملی سن مارتن                     |
| پادشاهی هلند        | کوراسائو                         | کوراسائو                         |      | ندارد                                                                                  | نشان ملی کوراسائو                     |
| پادشاهی هلند        | جزایر کارائیب هلند               | بونیر                            |      | ندارد                                                                                  | نشان ملی بونیر                        |
| پادشاهی هلند        | جزایر کارائیب هلند               | سابا                             |      | Remis velisque / Saba                                                                  | نشان ملی سابا                         |
| پادشاهی هلند        | جزایر کارائیب هلند               | سینت یوستیشس                     |      | Superba et confidens                                                                   | نشان ملی سینت یوستیشس                 |
| دانمارک             | گرینلند                          | گرینلند                          |      | ندارد                                                                                  | نشان ملی گرینلند                      |
| فرانسه              | سن بارتلمی                       | سن بارتلمی                       |      | Ouanalao                                                                               | نشان ملی سن بارتلمی                   |
| فرانسه              | سن-پیر و میکلون                  | سن-پیر و میکلون                  |      | A mare labor                                                                           | نشان ملی سن-پیر و میکلون              |
| فرانسه              | سن مارتن                         | سن مارتن                         |      | Saint Martin                                                                           | نشان ملی سن مارتن                     |
| فرانسه              | گوادلوپ                          | گوادلوپ                          |      | ندارد                                                                                  | نشان ملی گوادلوپ                      |
| فرانسه              | مارتینیک                         | مارتینیک                         |      | ندارد                                                                                  | نشان ملی مارتینیک                     |